# Collingwood River
Der Collingwood River ist ein Fluss im Südwesten des australischen Bundesstaates Tasmanien. 

## Geografie

### Flusslauf
Der 14 Kilometer lange Fluss entsteht an der Ostseite des Victoria Pass, der in der Südwestecke des Cradle-Mountain-Lake-St.-Clair-Nationalparks liegt, aus dem Zusammenfluss des Patons Rivers und des Balaclava Rivers. Von dort fließt er nach Südosten entlang des Lyell Highway, unterquert diesen östlich der Collingwood Range und mündet rund ein Kilometer nördlich des Junction Peak in den Franklin River.

### Nebenflüsse mit Mündungshöhen
- Patons River – 404 m
- Balaclava River – 404 m
- Inkerman River – 390 m
- Alma River – 358 m[1]